# 茨維利希夫卡
48°45′39″N 29°40′47″E / 48.76083°N 29.67972°E
茨維利希夫卡（烏克蘭語：Цвіліхівка），是烏克蘭的村落，位於該國西南部文尼察州，由海辛區負責管轄，始建於1750年，面積0.14平方公里，海拔高度227米，2001年人口277，人口密度每平方公里2,051.85人。